# モンテ・プラタ州
モンテ・プラタ州 (モンテ・プラタしゅう、スペイン語：Monte Plata / スペイン語発音: [ˈmonte ˈplata])は、ドミニカ共和国中央部の州。
2017年の人口は18万9649人。
州都はモンテ・プラタ。

## 歴史
1991年、サン・クリストバル州から分離した。

## 隣接州
- 北：ドゥアルテ州
- 北東：サマナ州
- 東：アト・マジョール州
- 南東：サン・ペドロ・デ・マコリス州
- 南：サント・ドミンゴ州
- 西：サン・クリストバル州
- 北西：サンチェス・ラミレス州

## 行政区分
- サバナ・グランデ・デ・ボヤ（英語版）
- バヤグアナ（英語版）
- ペラルビリョ（英語版）
- モンテ・プラタ（英語版）：州都
- ヤマサ（英語版）